# After: Aquí empieza todo
After: Aquí empieza todo (título en inglés: After) es una película de drama romántico juvenil protagonizada por Josephine Langford y Hero Fiennes-Tiffin. La película fue dirigida por Jenny Gage, y coescrita por esta, Susan McMartin y Tamara Chestna, basada en la novela 
After de la escritora estadounidense Anna Todd. La película se estrenó el 12 de abril de 2019 y fue distribuida por Aviron Pictures. La película es la primera de una saga de cuatro películas que adaptan las cuatro novelas que componen la saga After, escrita por Anna Todd. En 2020 se estrenó la secuela, After: en mil pedazos.

## Resumen
Recién graduada, Tessa Young va a la Universidad y se muda a su dormitorio con la ayuda de su madre y su novio Noah. Allí conoce a su compañera de cuarto, Steph, y a su novia Tristan. Su madre está disgustada, pensando que pueden ser malas influencias para Tessa, y exige un cambio de habitación. Sin embargo, Tessa le asegura que nada la distraerá.
Al día siguiente es el primer día de Tessa en la Universidad y se hace amiga de Landon. Tessa se encuentra con Hardin Scott en su habitación, teniendo un encuentro embarazoso cuando sale de la ducha. Steph la invita a ir a una fiesta con sus amigos, pero Tessa se niega. Al día siguiente, ve a Hardin en una cafetería junto con Molly y Zed. Ella se encuentra con Steph nuevamente en la biblioteca y es persuadida de asistir a una fiesta en una casa de fraternidad. Ella conoce a los amigos de Steph; Zed, Molly, Jace y Hardin, quienes la convencen de beber en un juego de verdad o reto.
Los chicos empiezan a jugar y, al llegar el turno de Tessa, le preguntan si era virgen y ella no respondió, por lo cual tuvieron que ponerle reto y fue besar a Hardin. Ella se niega y luego sale de la casa para llamar a Noah, pero él la juzga por beber y divertirse. Frustrada, termina la llamada y deambula por la casa de la fraternidad. Vagando hacia la habitación de Hardin, Tessa encuentra una copia de Cumbres Borrascosas de Emily Brontë y se topa con Hardin, quien intenta besarla pero ella le repite que no está bien. En la clase de literatura, Tessa se sienta al lado de Landon y entra en un debate con Hardin sobre Orgullo y prejuicio de Jane Austen. Landon revela que él y Hardin estarán relacionados, ya que su madre está comprometida con el padre de Hardin.
Hardin se acerca a Tessa e insiste en que empiecen de nuevo, invitándola a ir con él a su lugar favorito, un lago. Mientras nadan Tessa le pregunta a Hardin "A quién ama en este mundo" y el responde "es fácil: a mí". Después de mucho conversar, Hardin le dice que no pueden ser solo amigos y los dos se besan. Después de esto, se dirigen a un restaurante y se encuentran con Molly y Zed, lo que enfurece a Hardin y le pide a Tessa que lo espere en el bar. Tessa le dice a Hardin que le contará a Noah sobre ellos, pero Hardin le dice que no lo haga, ya que no había nada entre ellos, decepcionando a Tessa. Al otro día, Noah sorprende a Tessa con una visita repentina y ella lo lleva a la hoguera.
En un juego de Suck and Blow, Jace falla a propósito para besar a Tessa, causando una pelea entre él y Hardin. Mientras Noah y Tessa duermen en su dormitorio, recibe una llamada de Landon y se va para ver a Hardin, quien destruyó la casa mientras estaba borracho. Ella consuela a Hardin y se reconcilian después de que él le practique sexo oral. Tessa se queda dormida en casa de Hardin y regresa a su dormitorio para ver a Noah, quien descubre su relación con Hardin y se va con el corazón roto. Tessa y Hardin finalmente deciden salir, pero su madre amenaza con cortarla financieramente si continúa la relación.
Hardin encuentra un nuevo apartamento para los dos y ambos asisten a la boda de su padre y la madre de Landon. Hardin revela que su padre era un borracho y que su madre fue agredida por los hombres con los que se metió el. Tessa lo consuela y los dos regresan a su departamento para tener sexo. A la mañana siguiente, mientras están juntos en la bañera, Hardin escribe "Te amo" en la espalda de Tessa.
Mientras tanto, a Tessa le molestan los mensajes de texto que Hardin ha estado recibiendo de Molly. Ella trata de confrontarlo, pero él no le cuenta qué es lo que sucede y la deja para irse con sus amigos. Ella deja el apartamento después de esperarlo y lo encuentra en un restaurante con Molly, Zed, Steph y Jace. Molly revela las intenciones originales de Hardin de perseguir a Tessa, mostrándole un video que grabó después de que Tessa se negara a besarse con Hardin en su fiesta anterior. Se revela que comenzó a perseguir a Tessa solo como un desafío para hacerla enamorarse de él y romper con ella. Tessa, sorprendida y desconsolada, huye de Hardin. Él la sigue y trata de explicarle que fue antes de conocerla y que realmente la ama. Tessa se va a casa para reconciliarse con su madre y Noah, quienes la perdonan.
En las semanas siguientes, Tessa corta lazos con Steph y su grupo de amigos y se muda a un dormitorio diferente. Se enfoca en sus estudios, se mantiene en contacto con su madre y su novio Noah, y eventualmente se entrevista para un programa en Vance Publishing. Una tarde, después de la clase de literatura , la profesora Soto le da a Tessa un trabajo realizado por Hardin, creyendo que su ensayo era sobre ella. Mientras Tessa lo lee, regresa al lago donde ella y Hardin se besaron por primera vez. Cuando Hardin viene y se sienta cerca de ella, Hardin narra su carta diciendo: “Una vez me preguntaste a quién amaba más en el mundo. Eres tú."

## Reparto
- Josephine Langford como Tessa Young.[3]
- Hero Fiennes-Tiffin como Hardin Scott.
- Selma Blair como Carol Young.
- Inanna Sarkis como Molly Samuels.
- Shane Paul McGhie como Landon Gibson.[4]
- Khadijha Red Thunder como Steph Jones.
- Pia Mia como Tristan.[5]
- Samuel Larsen como Zed Evans.
- Dylan Arnold como Noah Porter.[6]
- Swen Temmel como Jace.
- Jennifer Beals como Karen Scott.
- Peter Gallagher como Ken Scott.[7]
- Meadow Williams como Profesora Soto.

## Producción
En 2014, Paramount Pictures adquirió los derechos para adaptar After a una película. Susan McMartin, que hasta entonces era la guionista de After, dejó el proyecto a mediados de 2017. Tamara Chestna fue contratada para actualizar el guion de McMartin. La directora Jenny Gage también fue responsable de las revisiones finales del guion.
Mark Canton y Courtney Solomon de CalMaple Films y Jennifer Gibgot de Offspring Entertainment fueron contratados para producir la película. CalMaple, Voltage Pictures y Diamond Film Productions financiaron la película. Aron Levitz, Anna Todd y Dennis Pelino de CalMaple también la producen. Meadow Williams y Gwen Temmel de Diamond Films servirán como productores ejecutivos. El 28 de noviembre de 2017, Anna Todd anunció que Jenny Gage sería la directora de la película.

### Casting
El 8 de mayo de 2018, Julia Goldani Telles y Hero Fiennes-Tiffin fueron seleccionados para los papeles principales de Tessa Young y Hardin Scott. Los actores fueron seleccionados por Anna Todd, quien se enamoró de su química juntos.
En julio de 2018, Telles anunció su salida de la película debido a conflictos de calendario. En el mismo mes, Josephine Langford fue seleccionada como Tessa Young. Se reportó que Pia Mia estaba en conversaciones para interpretar a Tristan, un personaje previamente masculino en los libros. El productor ejecutivo Gwen Temmel fue seleccionado como Jace. El 16 de julio, Shane Paul McGhie y Khadijha Red Thunder fueron elegidos como Landon Gibson y Steph Jones respectivamente. Además, Meadow Williams fue elegido como la Profesora Soto, otro personaje previamente masculino en los libros. El 27 de julio, Peter Gallagher y Jennifer Beals fueron contratados como Ken Scott y Karen Gibson. El 30 de julio, Selma Blair y Dylan Arnold fueron contratados como Carol Young y Noah Porter.

### Rodaje
La fotografía principal comenzaría en junio de 2018, en Boston, Massachusetts. A principios de julio, la productora Jennifer Gibgot confirmó que el rodaje comenzaría el 16 de julio de 2018 en Atlanta, Georgia, poco después de que se había unido Langford como Tessa. La producción se completó el 24 de agosto.

## Estreno
After fue estrenada mundialmente el 12 de abril de 2019, por Aviron Pictures.

## Recepción
After recibió reseñas generalmente negativas de parte de la crítica y de la audiencia. En el sitio web especializado Rotten Tomatoes, la película posee una aprobación de 18%, basada en 38 reseñas, con una calificación de 3.6/10, mientras que de parte de la audiencia tiene una aprobación de 66%, basada en más de 2500 votos, con una calificación de 3.6/5.
El sitio web Metacritic le dio a la película una puntuación de 30 de 100, basada en 8 reseñas, indicando "reseñas generalmente desfavorables". Las audiencias encuestadas por CinemaScore le otorgaron a la película una "B" en una escala de A+ a F, mientras que en el sitio IMDb los usuarios le asignaron una calificación de 5.3/10, sobre la base de 56 286 votos. En la página web FilmAffinity la cinta tiene una calificación de 3.9/10, basada en 2120 votos.

## Premios y nominaciones
| Año  | Premio                     | Categoría                   | Resultado |
| ---- | -------------------------- | --------------------------- | --------- |
| 2019 | Teen Choice Awards         | Película dramática          | Ganadora  |
| 2019 | Premios People's Choice    | Película dramática favorita | Ganadora  |
| 2019 | Just Jared Jr's Fan Awards | Reparto favorito            | Ganadora  |

## Secuela
El 19 de mayo de 2019 la escritora Anna Todd confirmó que habría una secuela llamada After: en mil pedazos, basada en el segundo libro de la saga, la cual estaría dirigida por Roger Kumble. Las grabaciones de After: En mil pedazos comenzaron el 12 de agosto de 2019.
Esta secuela cuenta con la incorporación del actor Dylan Sprouse como Trevor, Candice Accola como Kimberly, Charlie Weber como Christian Vance, Louise Lombard como Trish Daniels y Max Ragone como Smith Vance. 
También para esta secuela, por decisión de producción y conflicto de agenda con los actores, Ken Scott, Peter Gallagher fue remplazado por Rob Estes y Jennifer Beals fue remplazada por Karimah Westbrook. La secuela se estrenó en septiembre de 2020 en Europa y en octubre de 2020 en Estados Unidos.
La próxima y Última película After. Aquí acaba todo se estrenará el 15 de septiembre de 2023 en España.